# Saint-Ferréol-des-Côtes
 Saint-Ferréol-des-Côtes  là một xã ở tỉnh Puy-de-Dôme trong vùng Auvergne-Rhône-Alpes miền trung nước Pháp.